# Martha Nussbaum

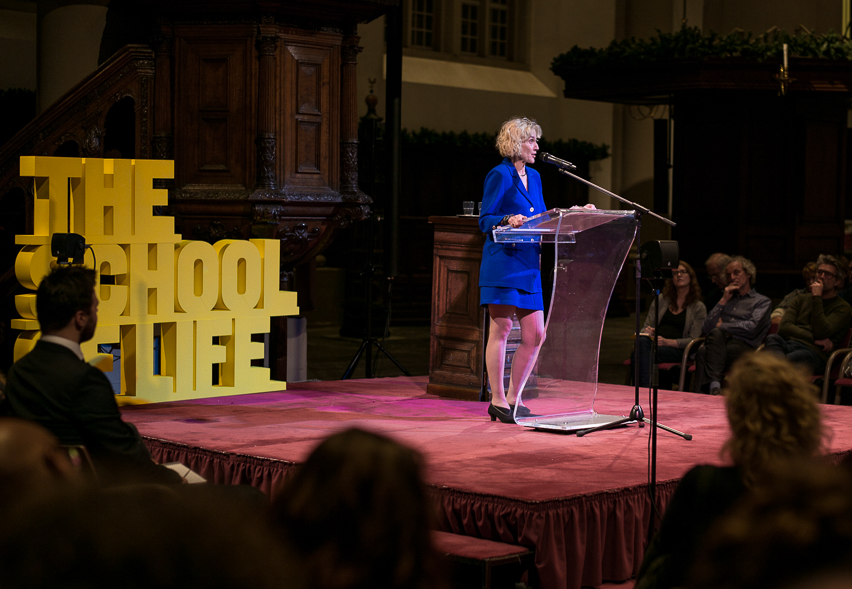
Martha Nussbaum bij The School of Life (2016)

Martha Nussbaum, geboren als Martha Craven, (New York, 6 mei 1947) is een Amerikaans filosoof en hoogleraar rechtsfilosofie en ethiek aan de Universiteit van Chicago. Ze is met name geïnteresseerd in klassieke filosofie, politieke filosofie, feminisme en ethiek.

## Biografie
Martha Nussbaum is geboren als dochter van de advocaat George Craven uit Philadelphia en Betty Warren. Ze studeerde in 1969 af in theaterwetenschappen en klassieke talen aan de New York-universiteit. Ze ging verder studeren aan de Harvard-universiteit en bewoog zich geleidelijk aan in de richting van de filosofie waarin ze in 1972 afstudeerde. In 1969 trouwde ze met Alan Nussbaum (en scheidde in 1987), kreeg ze een dochter Rachel en bekeerde ze zich tot het jodendom. Tijdens haar studie werd ze gediscrimineerd en vond ze geen ondersteuning voor kinderzorg. In 1975 promoveerde ze bij G. E. L. Owen en begon filosofie en klassieke talen te doceren aan Harvard. Omdat ze daar geen vaste baan kreeg trok ze in 1982 naar Brown-universiteit. Sinds 1994 doceert ze aan de Law School van de Universiteit van Chicago. In 1999 ontving ze een eredoctoraat van de Universiteit voor Humanistiek. Ze gaat in publiek debat met mensen als Allan Bloom, John Finnis, Robert P. George en Judith Butler door het schrijven van recensies of artikelen voor tijdschriften en treedt ook af en toe op als expert in rechtszaken.

## Werk

### De breekbaarheid van het goede (1986)
In 1986 publiceerde ze The Fragility of Goodness, een invloedrijk boek over ethiek waaraan ze in belangrijke mate haar bekendheid binnen de geesteswetenschappen heeft te danken. Vertaald als De breekbaarheid van het goede: geluk en ethiek in de Griekse filosofie en literatuur.' stelt ze hierin dat een geslaagd of gelukkig leven afhangt van zaken die buiten onze controle vallen: binding aan anderen, hindernissen van feitelijke omstandigheden en de eigen passies. Nussbaum onderzoekt hoe de oud-Griekse filosofie op dit gegeven reageerde. Ze onderscheidt twee strategieën om met deze kwetsbaarheid om te gaan. De eerste gaat uit van Plato en probeert het toeval zo veel mogelijk te controleren zodat het leven niet langer speelbal is van externe en interne factoren. De tweede strategie komt van Aristoteles. Zijn aanbeveling is om te accepteren wat ons kwetsbaar maakt en geluk niet te vergeestelijken, maar rekening te houden met het feit dat we een lichaam hebben.

### Capability approach
In de jaren 80 werkte Nussbaum samen met nobelprijswinnaar Amartya Sen op het vlak van economische ontwikkeling en ethiek. Samen ontwikkelden ze de theorie van de capability approach, een benadering rond menselijke vermogens of mogelijkheden. Zo kan je de mogelijkheid hebben om oud te worden, om deel te nemen aan het economisch verkeer of aan de politiek. Dergelijke mogelijkheden beschouwen ze als de basisvoorwaarde voor ontwikkeling. In die zin krijgt het begrip armoede ineens een andere betekenis, namelijk het ontnomen zijn van deze (fundamentele) mogelijkheden. Dit staat in contrast met de algemenere definitie van ontwikkeling, waarbij enkel gekeken wordt naar de groei van het bruto nationaal product, en naar armoede als het ontberen van inkomen. Het is een (moreel) universalistische benadering die tegenover een relativistische benadering van ontwikkeling staat. Veel van haar werk komt voort uit het gedachtegoed van Aristoteles. Terwijl Sen de menselijke vermogens toepast op de economie doet Nussbaum dat op de filosofie en de politiek. In dit kader werkte ze een minimale theorie van sociale rechtvaardigheid uit. Daarmee treedt ze in de voetsporen van Immanuel Kant en John Rawls. Nussbaum behoort tot de klassiek liberale denkers. Zij vertrekt vanuit de kantiaanse gedachte dat iedere mens een doel op zich is en geen middel. Voor haar is het individu het primaire subject binnen de politieke rechtvaardigheid.
Nussbaum gebruikt de Capability Approach om Rawls vrijheidsprincipe te herzien dat in haar ogen pas betekenis krijgt als het wordt uitgedrukt in termen van vrijheden en mogelijkheden gebaseerd op de persoonlijke en sociale omstandigheden. Op dezelfde manier kan ook ongelijkheid worden uitgedrukt in termen van mogelijkheden. De Capability Approach geldt dus als alternatief voor de rechtvaardigheidstheorie van John Rawls. Nussbaum en Sen gaan ervan uit dat ieder mens recht heeft op een minimumniveau van tien vermogens. Met deze tien vermogens moet elke mens in staat zijn volwaardig te functioneren: leven, lichamelijke gezondheid, lichamelijke onschendbaarheid, zintuiglijke waarneming, verbeeldingskracht en denken, gevoelens, praktische rede, sociale banden, andere biologische soorten, spel en vormgeving van de eigen omgeving. Nussbaum beargumenteert deze keuze van tien vermogens niet. Ze erkent dat de lijst een hoog intuïtief karakter heeft. Een samenleving die deze rechten en vrijheden niet kan garanderen aan haar burgers is volgens haar geen volledig rechtvaardige samenleving.

### Grensgebieden van het recht (2006)
In dit boek doorbreekt Nussbaum de traditionele scheiding tussen recht en ethiek door het thema van de rechtvaardige samenleving tegelijkertijd rechtsfilosofisch en sociaal-ethisch te doordenken. Zij denkt in de lijn van het sociaal contract (of maatschappelijk verdrag): een denkmodel waarin redelijke mensen met elkaar als het ware per contract vastleggen dat in de toekomst niet bruut geweld of bedrog maar wetgeving de samenleving zal bepalen. In de lijn van haar leermeester John Rawls constateert zij drie grote onrechtvaardigheden in de hedendaagse wereld: de achterstelling van gehandicapten, die van derdewereldvolken en die van dieren. De westerse traditie van het sociaal contract richt zich op de 'doorsnee' burger van de ontwikkelde democratische landen, waarbij de drie achtergestelde groepen minder sociale rechten hebben en zijn aangewezen op mededogen en welwillendheid. Nussbaum geeft in haar kritiek op Rawls aan dat met deze tekortkoming zijn hele rechtvaardigheidstheorie faalt omdat hij middels zijn 'sluier van onwetendheid' onterecht uitgaat van een globale gelijkheid van de contractanten. Daardoor vallen gehandicapten, armen en dieren buiten de boot. Zij denkt het probleem op te kunnen lossen met een nieuwe theorie die ze samen met Amartya Sen ontwikkelde: de 'vermogensbenadering' (capability approach).

### Mogelijkheden scheppen (2011)
Nussbaum hoort tot de belangrijkste vertegenwoordigers van een groeiende groep deskundigen die het onzin vinden de ontwikkeling van een land af te meten aan economische maatstaven zoals het bruto-nationaal product, de enige maatstaven waar instellingen als de Wereldbank en het IMF – van zo een cruciaal belang voor ontwikkelingslanden - van uitgaan. De ontwikkeling van een land – of liever zijn bevolking – hangt meer af van de mogelijkheden ('capabilities') die individuen hebben, die beslissend zijn voor de kwaliteit van het menselijk leven. Dit boek gaat hier diep op in, noemt standaarden, geeft voorbeelden. Geen lichte kost, wel heel dicht bij het leven zelf. Niet alleen van belang wegens de inhoud, maar vooral vanwege de enorme invloed van dit concept op zowel ontwikkelingslanden als de ontwikkeling van de bevolking in zogenaamde ontwikkelde landen.